# Pokolj u Dusini
Pokolj u Dusini bio je ratni zločin koji su počinili pripadnici Armije Republike Bosne i Hercegovine (ARBiH) nad Hrvatima u Dusini, u općini Zenica, tijekom Rata u Bosni i Hercegovini, odnosno Bošnjačko-hrvatskog sukoba. 

## Pozadina
Prvi sukobi dogodili su se u Novom Travniku i Uskoplju u lipnju 1992. U kolovozu te godine, Hrvatsko vijeće obrane (HVO) ratnim je djelovanjima preuzelo kontrolu nad gradom Prozorom, uz progon i protjerivanje bošnjačkog stanovništva iz općine, pljačku i uništavanja njihove imovine. HVO je zatim, prema tumačenju Međunarodnom sudu za ratne zločine počinjene na području bivše Jugoslavije u Haagu (MKSJ/ICTY), 13. siječnja 1993. napao Uskoplje. MKSJ je ovaj bošnjačko-hrvatski sukob okarakterizirao kao udruženi zločinački pothvat (UZP) koji su počinile vlast Hrvatske i Hrvatska Republika Herceg-Bosna. Prema haškoj presudi Prliću i ostalima, UZP je počeo sredinom siječnja 1993. s ciljem stvaranja hrvatskog entiteta u Bosni i Hercegovini.
Opskrba je dolazila preko Hrvatske i Herceg-Bosne iako je HVO u većini slučajeva zaustavljao konvoje pomoći namijenjene ARBiH i bošnjačkim civilima i sam preuzimao opremu.

## Opis
Hrvati u Dusini bili su enklava u bošnjačkom okruženju, od 70-ak ljudi ukupno, a vrlo je malo bilo vojno sposobnih. Otprilike 80% stanovništva napadnutoga naselja činili su Bošnjaci; Hrvati su činili približno 20% stanovnika. 
Dana 26. siječnja 1993., pripadnici 7. muslimanske brigade Armije RBiH iz 3. korpusa Armije RBiH napali su i opkolili selo Dusinu u Lašvanskoj dolini. U početku se pretpostavljalo da su namjeravali tu naseliti prognanike iz banjalučke, prijedorske i zapadnobosanske regije pod kontrolom VRS. Pritom su zarobili pripadnike Hrvatskog vijeća obrane i približno četrdeset civila. Nakon zauzimanja sela pobili su 10 zarobljenika. Oteli su zapovjednika HVO-a i ubili 4 od 5 njegovih pratilaca. Iz Lašvanske doline, naročito iz Višnjica, Lašva, Dusina, prognano je više od 3.000 ljudi. Dijelom hrvatskih civila, ARBiH se koristila kao živim štitom. Akcijom je zapovijedao Šerif Patković, poslije savjetnik ministra branitelja Federacije Bosne i Hercegovine.
Pripadnicima 7. muslimanske brdske brigade, sačinjenima od prognanika iz okolice Banje Luke i Prijedora, obećana je hrvatska imovina. Ubili su 10 muškaraca, 9 Hrvata i 1 Srbina iz Zenice koji se sa ženom sklonio kod Hrvata u Dusinu. Pokoj je značajno utjecao na odnose Hrvata i Bošnjaka. Ubijenih 10 osoba bili su civili: pet članova obitelji Kegelj – Draženko Kegelj, Mladen Kegelj (ubijen i mučen u seoskom Mejtefu), Niko Kegelj, Stipo Kegelj i Vinko Kegelj – te Pero Ljubičić, Augustin Radoš, Franjo Rajić, Zvonko Rajić i Vojo Stanišić. Dva tjedna poslije pokolja, 3. veljače 1993., pokopana su tijela ubijenih na groblju u Busovači.
Dana 7. lipnja 2013. Tužiteljstvo Bosne i Hercegovine podignulo je optužnicu protiv Vehida Subotića, bivšeg pripadnika Armije RBiH. Teretili su ga za ovaj ratni zločin. U optužnici je stajalo da je kao pripadnik 7. muslimanske brigade Armije RBiH odgovoran za zatočenje i ubojstva civila u Dusini. Nakon što je ARBiH zarobila pripadnike HVO i civile, sudjelovao je u izdvajanju osam civila hrvatske nacionalnosti te je ostalim pripadnicima ARBiH naložio da jednog po jednog ubiju. Tereti ga se da je nakon toga osobno ubio još jednog civila, a nakon toga sudjelovao je u ubojstvu još četiri zatočenika te zapovjedio ubojstvo još jednog Hrvata. Radi pravomoćnosti optužnice čekalo se potvrdu Suda BiH. Optužen je za kazneno djelo ratnog zločina protiv civilnog stanovništva iz člana 173. stav 1. točka c) Kaznenog zakona BiH, u svezi s članovima 29. i 180. stav 1. (individualna kaznena) istog zakona. Sud Bosne i Hercegovine potvrdio optužnicu 24. lipnja 2013. Nakon okončanja glavnog pretresa prvostupanjsko vijeće vijeće Odjela I za ratne zločine Suda Bosne i Hercegovine izreklo je 7. studenoga 2014. presudu kojom je optuženi proglašen krivim za kazneno djelo ratnog zločina protiv civilnog stanovništva. Državno tužiteljstvo zatražilo je veću kaznu, a obrana da Subotić bude oslobođen.